# Římskokatolická farnost Střelice u Brna
Římskokatolická farnost Střelice u Brna je územní společenství římských katolíků s farním kostelem Nejsvětější Trojice v děkanství rosickém. Do farnosti patří obec Střelice.

## Historie farnosti
Vznik střelického kostela se klade do souvislosti se založením kartuziánského kláštera v Králově Poli v Brně. Středověký původ kostela dosvědčují dvě zazděné gotické klenby v jižní zdi kostela pod úrovní dnešních oken. Jádro střelického kostela je gotické, první nepřímá zmínka o existenci fary a kostela pochází z přelomu 14. a 15. století. V roce 1766 byla provedena pozdně barokní přestavba chrámu, kdy byla postavena kaple, kruchta, předsíň a v novém západním průčelí nová hranolová věž. Dalších úprav se kostel dočkal v průběhu 19. století, ještě v roce 1897 je uváděno původní zasvěcení svatému Jiljí. Roku 1932 došlo k rozšíření chrámu, kdy byla na místě presbytáře postavena příčná loď s novým, půlkruhově zakončeným kněžištěm. Od roku 1918 působí ve farnosti sestry dominikánky, které si zde zřídily vlastní klášter.
Matriky byly založeny v polovině 17. století, fara byla postavena roku 1795.

## Duchovní správci
Více než polovinu 20. století působil ve farnosti P. Rudolf Zbirovský – od roku 1941 jako kaplan, později jako administrátor a od roku 1947 jako farář. V činné službě zůstal až do dovršení 80 let věku – do roku 1995. Od té doby až do smrti v roce 2009 působíl ve Střelicích jako pomocný kněz. Od srpna 2002 do listopadu 2014 byl administrátorem excurrendo P. Tomáš Mikula, od prosince 2014 se jím stal Mons. František Koutný (oba z farnosti Troubsko). Od 1. července 2015 byl ustanoven administrátorem R. D. Vladimír Teťhal a 1. září 2020 se farářem ve Střelicích stal R. D. Stanislav Drobný.

## Bohoslužby
| Kostel                       | Místo    | Bohoslužba (den)                                 | Hodina                 | Poznámka     |
| ---------------------------- | -------- | ------------------------------------------------ | ---------------------- | ------------ |
| Nejsvětější Trojice          | Střelice | neděle středa čtvrtek pátek sobota               | 7.00, 10.00 18.00 7.00 | Farní kostel |
| Kaple v klášteře dominikánek | Střelice | neděle pondělí úterý středa čtvrtek pátek sobota | 8.15 7.00              | Kaple        |

## Aktivity ve farnosti
Pravidelně se ve farnosti koná tříkrálová sbírka, v roce 2012 koledníci při ní vybrali více než 105 tisíc korun. V roce 2015 její výtěžek činil 114 112 korun. V roce 2022 její výtěžek činil 207 282 korun.
Ve farnosti funguje ekonomická i pastorační rada. Výuka náboženství probíhá na místní ZŠ. Farnost má stálého jáhna a přes 30 ministrantů.
Aktivní je dětský pěvecký sbor, schola a chrámový sbor. Ve farnosti působí také křesťanská folková kapela Lazaři a několik společenství: rodinné, mládeže, setkávání žen.
V roce 2019 proběhly ve farnosti Vincentínské lidové misie a byly sem převezeny ostatky sv. Vincence z Pauly.
Den vzájemných modliteb farností za bohoslovce a bohoslovců za farnosti brněnské diecéze a Adorační den připadá na 28. říjen.